# 中華小姐環球大賽

中華小姐環球大賽标志

中華小姐環球大賽（英语：Miss Chinese Cosmos Pageant），简称中华小姐、华姐，是凤凰卫视曾經举办的全球性选美盛事，于2003年举办首届。是“拉近全球华人距离、建立华人新生代美丽标准”的选美大赛，它推崇“美丽与智慧同行，内在与外在兼修”，宣导“美丽与活力、勇敢与智慧、个性与爱心”的华人新女性形象的树立，是唯一由电视媒体独家主办的时间跨度最长、空间跨度最大、覆盖全球的历时半年的选美比赛。大赛的冠亚季殿军均有在凤凰卫视工作的机会（例如主持人）。
2008年因汶川大地震，当年没有举行赛事，改以“中华小姐环球关爱行动”取代。
2020年因新冠肺炎肆虐，當年没有舉行賽事，翌年隨劉長樂鳳凰衛視辭任董事會主席，中華小姐環球大賽亦受影響徹底退出，意味賽事隨徐威接手公司而正式停辦。

## 冠名
每年赛事的冠名商均不同，2013年起，该赛事由广东长隆集团冠名。

## 赛程与赛制

### 赛区
大赛共分为以下赛区：
- 中国：北京、深圳（2016年改为珠海）
- 网络赛区
- 中國內地賽區
- 海外赛区：欧洲、美洲、澳大利亚、新西兰、东南亚、非洲（2015年起停办）（部分海外赛区设有子赛区）

其中欧洲赛区和美洲赛区由凤凰卫视当地分台直接主办，其他赛区则由当地机构经凤凰卫视授权主办。

### 赛程
每年比赛的赛制如下：
1. 报名：5-6月（有时会延期至7月初）
2. 面试：7月
3. 夏令营：8月
4. 海外之旅：9月中旬
5. 公益之旅：9月下旬（2015年已取消）
6. 总决赛晚会：10月

在面试期间，选手需要通过各级赛区的面试和决赛，才能进入接下来的赛程。

## 歷屆三甲
| 年份                                                 | 总决赛举办地点               | 冠军   | 来自           | 亚军   | 来自     | 季军   | 来自       | 总决赛司仪                             |
| ---------------------------------------------------- | ---------------------------- | ------ | -------------- | ------ | -------- | ------ | ---------- | -------------------------------------- |
| 2003年                                               | 香港会展中心                 | 江欣荣 | 中国上海       | 胡古玥 | 中国吉林 | 雨     | 中国黑龙江 | 窦文涛、胡一虎、梁冬                   |
| 2004年                                               | 香港会展中心                 | 李诗琪 | 马来西亚       | 杨洁   | 中国北京 | 殷悦   | 加拿大     |                                        |
| 2005年                                               |                              | 李鑫淼 | 中国深圳       | 杨爽   | 中国广州 | 马婉琳 | 美国       |                                        |
| 2006年                                               | 香港亚洲国际博览馆           | 黃橙子 | 中国湖北       | 刘梓娇 | 不详     | 邱叶   | 不详       | 窦文涛、尉迟琳嘉、胡一虎、姜声扬、沈星 |
| 2007年                                               | 香港亚洲国际博览馆           | 曾光   | 中国陝西       | 王倩倩 | 美国     | 姜楠   | 中国江苏   |                                        |
| 2008年因汶川大地震，改以“中华小姐环球关爱行动”取代。 |                              |        |                |        |          |        |            |                                        |
| 2009年                                               | 上海国际体操中心             | 田桐   | 中国北京       | 朱盈菲 | 中国上海 | 李若凝 | 中国陕西   | 沈星、窦文涛、胡一虎、尉迟琳嘉         |
| 2010年                                               | 香港九龙湾国际展贸中心       | 田川   | 英国           | 叶帆   | 中国广州 | 黄阳洋 | 中国深圳   | 沈星、窦文涛、胡一虎、尉迟琳嘉         |
| 2011年                                               | 香港九龙湾国际展贸中心       | 艾楚怡 | 中国湖北       | 傅袺綝 | 马来西亚 | 吴辰岑 | 不详       | 沈星、窦文涛、胡一虎、尉迟琳嘉         |
| 2012年                                               | 香港九龙湾国际展贸中心       | 张子琪 |                | 徐静   | 中国天津 | 丁小森 | 加拿大     | 沈星、窦文涛、胡一虎、尉迟琳嘉         |
| 2013年                                               | 珠海横琴岛长隆国际海洋度假区 | 王瑾瑶 | 中国北京       | 牟冠红 | 美国     | 曾越   | 中国云南   | 沈星、窦文涛、姜声扬、尉迟琳嘉         |
| 2014年                                               | 珠海横琴岛长隆国际海洋度假区 | 刘中擎 | 法國           | 何文倩 | 中国上海 | 杨雪   | 中国江苏   | 田川、尉迟琳嘉                         |
| 2015年                                               | 珠海横琴岛长隆国际海洋度假区 | 郭洋子 | 中国陕西       | 吴韦葶 |          | 栗璐雅 | 中国广东   | 田川、尉迟琳嘉                         |
| 2016年                                               | 珠海横琴岛长隆国际海洋度假区 | 韩凝   | 加拿大蒙特利爾 | 王晓晴 | 英国     | 刘佳艺 | 中国辽宁   | 田川、尉迟琳嘉                         |
| 2017年                                               | 珠海横琴岛长隆国际海洋度假区 | 李明子 | 中国湖北       | 梁思遙 | 法國     | 郎悅琪 | 加拿大     | 田川、安东、李科夫                     |
| 2018年                                               |                              | 盧琳   | 德国           | 何莉   | 巴西     | 蒲梓葉 | 中国重慶   |                                        |
| 2019年                                               |                              | 陳佼怡 | 英国           | 李梦潇 | 美国     | 刘璇   | 中国       |                                        |

| 姓名   | 現在成為鳳凰衛視節目主持人的中華小姐           |
| ------ | ---------------------------------------------- |
| 田桐   | 《華聞大直播》、《時事直通車》等（新闻主播）   |
| 田川   | 《名人面對面》                                 |
| 艾楚怡 | 《新闻今日谈》                                 |
| 郭洋子 | 《凤凰早班车》、《凤凰午间专列》等（新闻主播） |
| 吴韦葶 | 《新闻今日谈》                                 |
| 姜楠   | 《一虎一席谈》幕后                             |
| 黄橙子 | 《凤凰早班车》、《凤凰午间专列》等（新闻主播） |

## 著名参赛者
（以下为不完整列表）
| 姓名   | 备注                           |
| ------ | ------------------------------ |
| 姚佳雯 | 后参加2008年亞洲小姐竞选获冠军 |
| 王卓淇 | 后参加2014年香港小姐竞选获亚军 |

## 历届表演嘉宾及主题曲
- 2003年：郭富城（主题曲：美力创世纪）
- 2004年：陈奕迅（主题曲：新美人主义）
- 2005年：黎明（主题曲：Good Day）
- 2006年：庾澄庆（主题曲：比永远还要久）
- 2007年：任贤齐（主题曲：如果没有你）
- 2009年：许志安（主题曲：唱）
- 2010年：张信哲（主题曲：我看见）
- 2011年：任贤齐（主题曲：完美的奇迹）
- 2012年：林俊杰（主题曲：转动）
- 2013年：飞儿乐团（主题曲：微光）
- 2014年：苏永康（主题曲：潮流）
- 2015年：光良（主题曲：出走）
- 2016年：吴克群（主题曲：数星星的人）
- 2017年：Dragon Pig（主题曲：慢慢來）
- 2018年：曹格（主题曲：美麗人生）
- 2019年：涵子（主题曲：步步蓮花）

## 电视特别节目
- 凤凰卫视中文台、欧洲台、美洲台及香港台（北美版除外）都会在总决赛当天直播实况（2014年前香港台只會同步直播至晚上十時之後播出晚間新聞，但重播則足本），亦设有重播（香港台不設粵語配音）。
- 《娱乐大风暴》节目（自2015年起改为在《全媒体大开讲》后播出，改为周一至四）在每年8月－10月间播出《美丽前奏》特别节目，从2015年起的每年8月－10月间，每周五播出《拼出美丽人生》特别节目。
- 欧洲台、美洲台亦会播出各赛区特别节目。

## 參见
- 國際中華小姐競選
- 亞洲小姐競選
- 中華才藝小姐國際大賽